# Anđelka Slijepčević
Anđelka Slijepčević (1931-2010) je bila modni kreator, profesor na Katedri iz kostima Fakulteta primenjenih umetnosti u Beogradu. Potiče iz hercegovačke porodice Slijepčevića, čija je postojbina selo Samobor kod Gacka u gornjoj Hercegovini. Ona je prvi jugoslovenski kreator sa diplomom Akademije za primenjenu umetnost.

## Biografija
Prva pismena žena u gornjoj Hercegovini je baš iz porodice Slijepčević, Anđelkina baba Rista, koja se školovala u Herceg Novom.
Ona je prva uvela boje u vez i tkanja ćilima i torbica, i bila zapažena po lepom oblačenju. Tako je i Anđelka prva uvela slikanje batik tehnikom na svili u Srbiji.
Posle diplomiranja odlazi u Pariz gde ostaje tri godine. Upoznaje se sa dostignućima modnih kuća Pariza kao što su Dior, Lanven i Šanel. Želela je da što više nauči i da se što pre vrati i sve to primeni u svojoj zemlji, prvenstveno u Beogradu. Po povratku iz Pariza prvo se zaposlila u Beogradskom dramskom pozorištu gde je sarađivala sa kostimografom Dankom Pavlović. Njene ambicije su bile nešto više od toga, njena želja je bila da se srpska moda po kvalitetu uzdigne na svetski nivo, ali istovremeno da se približi uslovima i potrebama takozvanih širokih narodnih masa. Tu želju pokušava da ostvari tako što osniva Centar za savremeno odevanje u kome intenzivno sarađuje sa Manjom Kovačević, koja postaje direktor toga Centra, a Anđelka modni savetnik.
Tada počinje saradnja sa tekstilnim fabrikama, najpre po ugledu na Pariz. Organizuje prvu modnu reviju sa koleginicom Marom Čohadžić. Bila je to prva modna revija kod nas, na kojoj je prikazano 38 modela. Manekeni su bili Tamara Bakić, Jelena Žigon, Dana Žujović i mnoge druge.
Među mnoštvom nagrada, dobila je i Nagradu za životno delo.

## Privatni život
Anđelkini roditelji, otac Miloš koji je bio profesor i majka Jelena, rođena Radojičić iz Pive, sa sobom su poneli sve one odlike svoga kraja i preneli na svoju decu Dudu, Anđelku i Dragana. Takva porodična harmonija i ljubav koja je vladala u braku Anđelkinih roditelja doprinela je srećnom i normalnom razvoju njihove dece.
Anđelka je često govorila da je njeno veliko bogadstvo što je odrasla u porodici koja joj je omogućila da nema kompleksa, da nije sujetna, da je vredna i skromna i da zna da ceni istinske vrednosti. Otac je više puta menjao mesto službovanja. Pored Samobora boravili su u Crvenki, na Ilidži kod Sarajeva, Somboru, u Zemunu. Kada su bili u Ilidžu njen otac je bio direktor škole i veoma ugledan među stanovnicima. Aktivan je bio i na kulturnom radu u Sarajevu.
Kada je došlo do okupacije Anđelkin otac nije smatrao da treba da beži jer je sa svima bio u dobrim odnosiam. Teško mu je bilo da ostavlja decu same, ali kada mu je njegova sestra Bosa poslala pasoš odlučio je da treba da otputuje u Beograd. Ubrzo je poslao pasoše i deci, i oni su bez ičega sem kofera u ruci napustili kuću. Bili su srećni što odlaze, ali sa strahom da li će uspeti na vreme da pobegnu. Na stanici ih je dočekao otac. Posle pozdrava otac im je rekao: "Volite Srbiju do kraja života, ona nas je primila u svoje krilo i spasila nam živote. Valjda ćemo nekad moći da joj se odužimo".
Celog života su bili zahvalni Srbiji i trudili se da joj se donekle oduže. Ostali su u Beogradu gde je otac radio u školi koju su i oni pohađali. Pošto se u Beogradu tada teško živelo, otac je uspeo da dobije premeštaj za Ljubičevo. Tu su dočekali oslobođenje. Nakon toga su otišli u Crvenku gde je Anđelka završila gimnaziju, a posle se upisala na Akademiju za primenjenu umetnost u Beogradu.
Radeći kostime za film, upoznala je svog supruga Milenka Štrpca, filmskog režisera.
Bilo je to na snimanju filma "Prozvan je i V3". Njihova velika ljubav završila se brakom. Oni su se intelektualno i na umetničkom polju razumevali i dopunjavali. Živeli su u jednosobnom stanu, u vrlo skučenim uslovima i za svakodnevni život, a kamoli za dva umetnika. Milenko je bio isuviše skroman i smatrao je da treba da budu zadovoljni i sa tim što imaju. Anđelka se sa tim složila. Ipak, tako mali prostor im nije smetao da stručno deluju, niti da se druže sa porodicom i prijateljima.

## Dela
Anđelka Slijepčević, redovni profesor na Fakultetu primenjenih umetnosti u Beogradu, više od 35 godina školovala je buduće dizajnere i kostimografe. Pre toga otkrivala je mogućnosti jugoslovenske mode, slikala kostime za film i pozorište. Jedna je od malobrojnih prvih posleratnih studenata Akademije koji su osmislili srpsku modu, organizovali prve revije i podučavali prve manekene. U početku se bavila dizajniranjem vojne odeće.
U muzeju Primenjenih umetnosti u Beogradu održana je neobična izložba zavesa, čiji je autor upravo Anđelka Slijepčević, široj javnosti poznata kao dugogodišnji modni kreator i strasni borac za stvaranje srpske nacionalne mode. Stvaralačka radoznalost podsticala je da se bori raznim vidovima umetničkog rada.
Prvo je počela da slika na batiku, kreirala kolekcije za industrijsku proizvodnju, projektovala promenu na uniformama JNA, organizovala izložbe u Srbiji i u svetu. Organizovala je prvu reviju u Srbiji - "Folklor i moda" - koja se održala 6. septembra u prostoru Bezistana i koju je predstavio Centar za savremeno odevanje u Beogradu.
Njeni radovi najviše su bili rađeni na svilenim materijalima. Slikane zavese, marame, ešarpe, maramice, dekorativni materijali, slikana svila za haljine i drugi slikani materijali prikazani su na više samostalnih izložbi Anđelke Slijepčević:
- Beograd - Muzej primenjenih umetnosti
- Vašington
- Njujork
- Lenjingrad
- Split
- Sarajevo
- Novi Sad

Slikane zavese su veličine 250/300, a njihovi nazivi su:
- Lov
- Ptice
- Plavetnilo
- Sinduf
- Mirovanje
- Portal
- Šarenica
- Lanac
- Dveri
- Kapi

Nazivi slikanih materijala su:
- Zlatnožuti
- Braon-žuti
- Crno-sivi
- Sivi
- Bordo
- Šareni
- Roza
- Ljubičasti
- Braon
- Tirkizni

## Citati
Neki Anđelkini stavovi o modi i savremenom odevanju:
„Priprema izložbe o modnoj reviji zahteva velika materijalna ulaganja. Kako iza mene ne stoji nijedna jaka trgovinska ili proizvođačka radna organizacija, u izložbu sam ulagala sopstvena sredstva.“
„Odeća je jedini upotrebni predmet za koji je čovek vezan doživotno. Ona je deo naše ličnosti-nešto intimno.“
„Odelo je uvek bilo merilo materijalnog stanja, danas više nego ikad ranije. Izdvojila se klasa bogatih, čija deca nose najsavremenije i najluksuznije modele. Njihova neumesnost je neukusna kada se ima u vidu siromaštvo većine njihovih vršnjaka. Dopada mi se maštovitost i lakoća kojom se odevaju oni koji nemaju novca za novu i skupu odeću.“
„Govoriti o modi, o modernom u našem ili nekom drugom ambijentu obavezuju nas da više govorimo o prilikama o kojima se ova pitanja postavljaju, negoli o ličnim preokupacijama izvesnih umetnika.“
„Pitajmo se za koga proizvodimo,ko su naši potrošači,gde oni žive i stanuju, čime se bave i koliko priređuju, kakva je njihova porodica i da li su u stanju da se odevaju onako kako bi to bilo potrebno.“